# Felipe Sánchez Román
Felipe Sánchez Román y Gallifa (Madrid, 12 maart 1893 - Mexico-Stad, 21 januari 1956), was een Spaans republikeins politicus.
Felipe Sánchez Román was de zoon van Felipe Sánchez Román (1850-1916), een senator en minister van Buitenlandse Zaken in 1905. Felipe jr. studeerde rechten aan de Universiteit van Madrid. Nadien was hij hoogleraar in de rechten. 
Sánchez Román werd een republikein en op 17 augustus 1930 was hij medeondertekenaar van het Pact van San Sebastián (een samenkomst van bijna alle republikeinse en socialistische groepen). In april 1931 werd Spanje een republiek en Sánchez Román werd in de Cortes Generales gekozen. Hij maakte als parlementslid deel uit van diverse commissies, onder andere de commissie die de autonomie van Catalonië regelde. 
In juli 1934 richtte hij de Partido Nacional Republicano (PNR) op. De PNR was een gematigd rechtse partij. Sánchez weigerde zich aan te sluiten bij het in 1935 gevormde linkse Volksfront van linkse-republikeinen, socialisten en communisten, omdat hij niets zag in samenwerking met de Partido Comunista de España (PCE).
Na het uitbreken van de Spaanse Burgeroorlog koos Sánchez de zijde der republikeinen en op 19 juli 1936 was hij voor één dag minister zonder portefeuille in de regering van Diego Martínez Barrio. Martínez Barrio's regering was gematigd rechts qua samenstelling en op die manier probeerden de republikeinen de opstandige nationalisten aan hun zijde te krijgen. Een telefoongesprek tussen premier Martínez en generaal Emilio Mola van de nationalisten haalde echter niets uit en nog dezelfde dag bood Martínez zijn ontslag aan en kwam de regering ten val. 
In 1939 week Sánchez uit naar Mexico, waar hij als jurist werkte. Hij overleed in Mexico-Stad op 21 januari 1956.
- Biblioteca Nacional de España: XX5032129
- Virtual International Authority File: 164157596
- WorldCat: E39PBJw4DFdG3mf9PCJqjb6qcP